# Huis Arryn

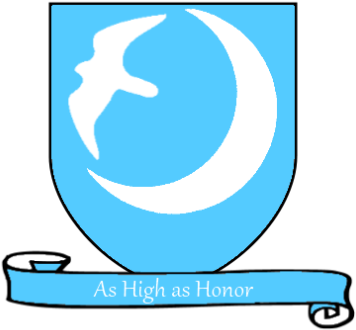
Embleem en motto van Huis Arryn (Verheven als de eer)

Huis Arryn is een fictieve familie in George R.R. Martins boekenreeks Het lied van ijs en vuur. Huis Arryn is het belangrijkste adellijke huis in de Vallei; veel kleinere huizen zijn hun vazallen, waaronder Baelish, Belmore, Corbray, Egen, Hersy, Hunter, Melcolm, Redcourt, Royce en Waynwood. Hun zetel is het Adelaarsnest. Hun embleem is een witte maan-en-valk op een hemelsblauw veld en hun motto is Verheven als de eer.

## Geschiedenis
De Arryns waren ooit Koningen van Berg en Vallei, dragers van de Valkenkroon, voor de verovering door de Targaryens. Na hun onderwerping aan Aegon de Veroveraar werden ze eerste heren in de regio en Stadhouders van het Oosten. Tijdens de Oorlog van de Usurpator steunden zij Huis Baratheon.

## Stamboom
|           |           |           |           |           |           |  |  |              |              |              |              |              |              |  |  |             |             |             |             |                |                |                |                | Jasper Arryn   |                |         |         |            |            |            |            |             |             |             |             |                                      |                                      |                                      |                                      |                                      |                                      |         |         |              |              |              |              |              |              |              |              |              |              |              |              |              |              |
|           |           |           |           |           |           |  |  |              |              |              |              |              |              |  |  |             |             |             |             |                |                |                |                |                |                |         |         |            |            |            |            |             |             |             |             |                                      |                                      |                                      |                                      |                                      |                                      |         |         |              |              |              |              |              |              |              |              |              |              |              |              |              |              |
|           |           |           |           |           |           |  |  |              |              |              |              |              |              |  |  |             |             |             |             |                |                |                |                |                |                |         |         |            |            |            |            |             |             |             |             |                                      |                                      |                                      |                                      |                                      |                                      |         |         |              |              |              |              |              |              |              |              |              |              |              |              |              |              |
| Jon Arryn | Jon Arryn | Jon Arryn | Jon Arryn | Jon Arryn | Jon Arryn |  |  | Jeyne Royce  | Jeyne Royce  | Jeyne Royce  | Jeyne Royce  | Jeyne Royce  | Jeyne Royce  |  |  |             |             |             |             | Elys Waynwood  | Elys Waynwood  | Elys Waynwood  | Elys Waynwood  | Elys Waynwood  | Elys Waynwood  |         |         | Alys Arryn | Alys Arryn | Alys Arryn | Alys Arryn | Alys Arryn  | Alys Arryn  |             |             |                                      |                                      |                                      |                                      |                                      |                                      |         |         | Ronnel Arryn | Ronnel Arryn | Ronnel Arryn | Ronnel Arryn | Ronnel Arryn | Ronnel Arryn |              |              | Lady Belmore | Lady Belmore | Lady Belmore | Lady Belmore | Lady Belmore | Lady Belmore |
| Jon Arryn | Jon Arryn | Jon Arryn | Jon Arryn | Jon Arryn | Jon Arryn |  |  | Jeyne Royce  | Jeyne Royce  | Jeyne Royce  | Jeyne Royce  | Jeyne Royce  | Jeyne Royce  |  |  |             |             |             |             | Elys Waynwood  | Elys Waynwood  | Elys Waynwood  | Elys Waynwood  | Elys Waynwood  | Elys Waynwood  |         |         | Alys Arryn | Alys Arryn | Alys Arryn | Alys Arryn | Alys Arryn  | Alys Arryn  |             |             |                                      |                                      |                                      |                                      |                                      |                                      |         |         | Ronnel Arryn | Ronnel Arryn | Ronnel Arryn | Ronnel Arryn | Ronnel Arryn | Ronnel Arryn |              |              | Lady Belmore | Lady Belmore | Lady Belmore | Lady Belmore | Lady Belmore | Lady Belmore |
|           |           |           |           |           |           |  |  | Rowena Arryn |              |              |              |              |              |  |  |             |             |             |             |                |                |                |                |                |                |         |         |            |            |            |            |             |             |             |             |                                      |                                      |                                      |                                      |                                      |                                      |         |         |              |              |              |              |              |              |              |              |              |              |              |              |              |              |
|           |           |           |           |           |           |  |  |              |              |              |              |              |              |  |  |             |             |             |             |                |                |                |                |                |                |         |         |            |            |            |            |             |             |             |             |                                      |                                      |                                      |                                      |                                      |                                      |         |         |              |              |              |              |              |              |              |              |              |              |              |              |              |              |
|           |           |           |           |           |           |  |  | Lysa Tulling | Lysa Tulling | Lysa Tulling | Lysa Tulling | Lysa Tulling | Lysa Tulling |  |  | Denys Arryn | Denys Arryn | Denys Arryn | Denys Arryn | Denys Arryn    | Denys Arryn    |                |                | dochter        | dochter        | dochter | dochter | dochter    | dochter    |            |            | Ser Hardyng | Ser Hardyng | Ser Hardyng | Ser Hardyng | Ser Hardyng                          | Ser Hardyng                          |                                      |                                      | dochter                              | dochter                              | dochter | dochter | dochter      | dochter      |              |              | Elbert Arryn | Elbert Arryn | Elbert Arryn | Elbert Arryn | Elbert Arryn | Elbert Arryn |              |              |              |              |
|           |           |           |           |           |           |  |  | Lysa Tulling | Lysa Tulling | Lysa Tulling | Lysa Tulling | Lysa Tulling | Lysa Tulling |  |  | Denys Arryn | Denys Arryn | Denys Arryn | Denys Arryn | Denys Arryn    | Denys Arryn    |                |                | dochter        | dochter        | dochter | dochter | dochter    | dochter    |            |            | Ser Hardyng | Ser Hardyng | Ser Hardyng | Ser Hardyng | Ser Hardyng                          | Ser Hardyng                          |                                      |                                      | dochter                              | dochter                              | dochter | dochter | dochter      | dochter      |              |              | Elbert Arryn | Elbert Arryn | Elbert Arryn | Elbert Arryn | Elbert Arryn | Elbert Arryn |              |              |              |              |
|           |           |           |           |           |           |  |  |              |              |              |              |              |              |  |  |             |             |             |             |                |                |                |                |                |                |         |         |            |            |            |            |             |             |             |             |                                      |                                      |                                      |                                      |                                      |                                      |         |         |              |              |              |              |              |              |              |              |              |              |              |              |              |              |
|           |           |           |           |           |           |  |  | Robert Arryn | Robert Arryn | Robert Arryn | Robert Arryn | Robert Arryn | Robert Arryn |  |  |             |             |             |             | jong gestorven | jong gestorven | jong gestorven | jong gestorven | jong gestorven | jong gestorven |         |         |            |            |            |            |             |             |             |             | Harrold Hardyng "Harry de Erfgenaam" | Harrold Hardyng "Harry de Erfgenaam" | Harrold Hardyng "Harry de Erfgenaam" | Harrold Hardyng "Harry de Erfgenaam" | Harrold Hardyng "Harry de Erfgenaam" | Harrold Hardyng "Harry de Erfgenaam" |         |         |              |              |              |              |              |              |              |              |              |              |              |              |              |              |

## Arryns inHet Lied van IJs en Vuur

### Jon
De recentelijk overleden Heer van de Vallei, Jon Arryn was een van de belangrijkste leiders van Roberts Opstand, en was Roberts Hand (kanselier) nadien. In het boek wordt sterk geïmpliceerd dat hij het dagelijkse bestuur van het koninkrijk voerde. Hij was een goede vriend en vaderfiguur voor zowel Robert als Eddard Stark.
Voor zijn dood had Jon ontdekt dat koningin Cerseis kinderen niet de kinderen waren van Robert maar van haar tweelingbroer Jaime. Voor hij dit kon onthullen werd hij vermoord door zijn vrouw Lysa op aandringen van Petyr Baelish.
Jon Arryn wordt in de HBO-televisieserie Game of Thrones gespeeld door Jon Standing.

### Lysa Tulling
Lysa Tulling is de vrouw van Jon en de moeder van Robert.

### Robert
Jons zoon, een ziekelijk, zielig kind van zes, nu Heer van de Eyrie en Verdediger van de Vallei. Robert lijdt aan een ziekte die trillingen veroorzaakt.
Robert Arryn heet in de HBO-televisieserie Game of Thrones "Robin" en wordt gespeeld door Lino Facioli.

### Harrold Hardyng
Vaak genoemd "Harry de Erfgenaam", Harrold is een jonge schildknaap. Momenteel behoort hij niet tot Huis Arryn omdat hij via de vrouwelijke lijn afstamt. Echter als Robert zou overlijden dan zou Harry de erfgenaam zijn en de nieuwe Heer van de Vallei.
Petyr Baelish heeft in de boeken gepland om Harrold te laten trouwen met de vermomde Sansa Stark om zo ook het Noorden te kunnen claimen.

## Gezworen Huizen
Deze Huizen zijn eedplichtig aan het Huis Arryn van het Adelaarsnest.
- Arryn van Meeuwstede (Gulltown). Een zijlijn van Huis Arryn van het Adelaarsnest.
- Baelish van de Vingers (Fingers).
- Belmore van Strongsong.
- Corbree (Corbray) van Hartsheem (Heart's Home).
- Donniger.
- Egen.
- Elesham van The Paps.
- Grafton van Meeuwstede (Gulltown).
- Hersy van Newkeep.
- Jager (Hunter) van Langbooghal (Longbow Hall).
- Lynderly van Snakewood.
- Melcolm van Oud Anker (Old Anchor).
- Moore.
- Pryor van Pebble.
- Roodfoort (Redfort) van Roodfoort (Redfort).
- Royce. Er zijn twee takken van dit Huis:
  - Royce van Runensteen (Runestone). De hoofdtak van het Huis Royce.
  - Royce van de Maanpoort (Gates of the Moon). Een jongere tak van de eerstgenoemde.
- Ruthermont.
- Sunderland van Sisterton.
- Templeton van Ninestars.
- Upcliff.
- Wagenholt (Waynwood) van Ironoaks.
- Wydman.
- Waxley van Wickenden.